# Zähringen
Zähringen è un'antica e influente famiglia nobile tedesca, che si originò dal castello e dal villaggio omonimo. Zähringen oggi è parte della città di Friburgo in Brisgovia, che i duchi fondarono nel 1120. Furono un ramo cadetto della dinastia dei conti di Asburgo, in quanto discendenti di Landolt, figlio di Lanzellino e fratello di Radbot di Klettgau, costruttore del castello di Habsburg.

## Storia
Il membro più antico conosciuto di questa famiglia è un certo Bezelino di Villingen, figlio di Lanzellino, conte in Brisgovia prima dell'XI secolo; il figlio (o nipote) di Bezelino, Bertoldo I († 1078) fu conte di Zähringen ed era imparentato con i primi membri della famiglia Hohenstaufen.
A Bertoldo, in un primo tempo, venne promesso il ducato di Svevia, ma l'operazione non ebbe buon esito. Ad ogni modo, nel 1061, venne nominato duca di Carinzia. Dal momento che la sua era una dignità titolare, Bertoldo perse i propri domini e si rivoltò contro l'Imperatore Enrico IV nel 1073. Suo figlio Bertoldo II, che come il padre combatté contro Enrico IV, ereditò le terre dei conti di Rheinfelden nel 1090 e prese il titolo di duca di Zähringen; egli venne succeduto dai figli, Bertoldo III († 1122) e Corrado († 1152).
Nel 1127 Corrado ereditò molte terre in Borgogna e da questa data venne nominato dall'imperatore Lotario II, reggente del regno di Borgogna o di Arles. Questo incarico venne mantenuto dai membri della famiglia Zähringen sino al 1218 e vengono infatti talvolta indicati come duchi di Borgogna.
Bertoldo IV († 1186), che seguì il padre Corrado, spese gran parte del proprio tempo in Italia su incarico dell'Imperatore Federico I; suo figlio e successore, Bertoldo V, mostrò la propria fedeltà all'Imperatore piegando i nobili borgognoni ai suoi ordini. Quest'ultimo duca fu il fondatore della città di Berna, e quando morì nel febbraio del 1218 si estinse la linea principale della dinastia degli Zähringen.

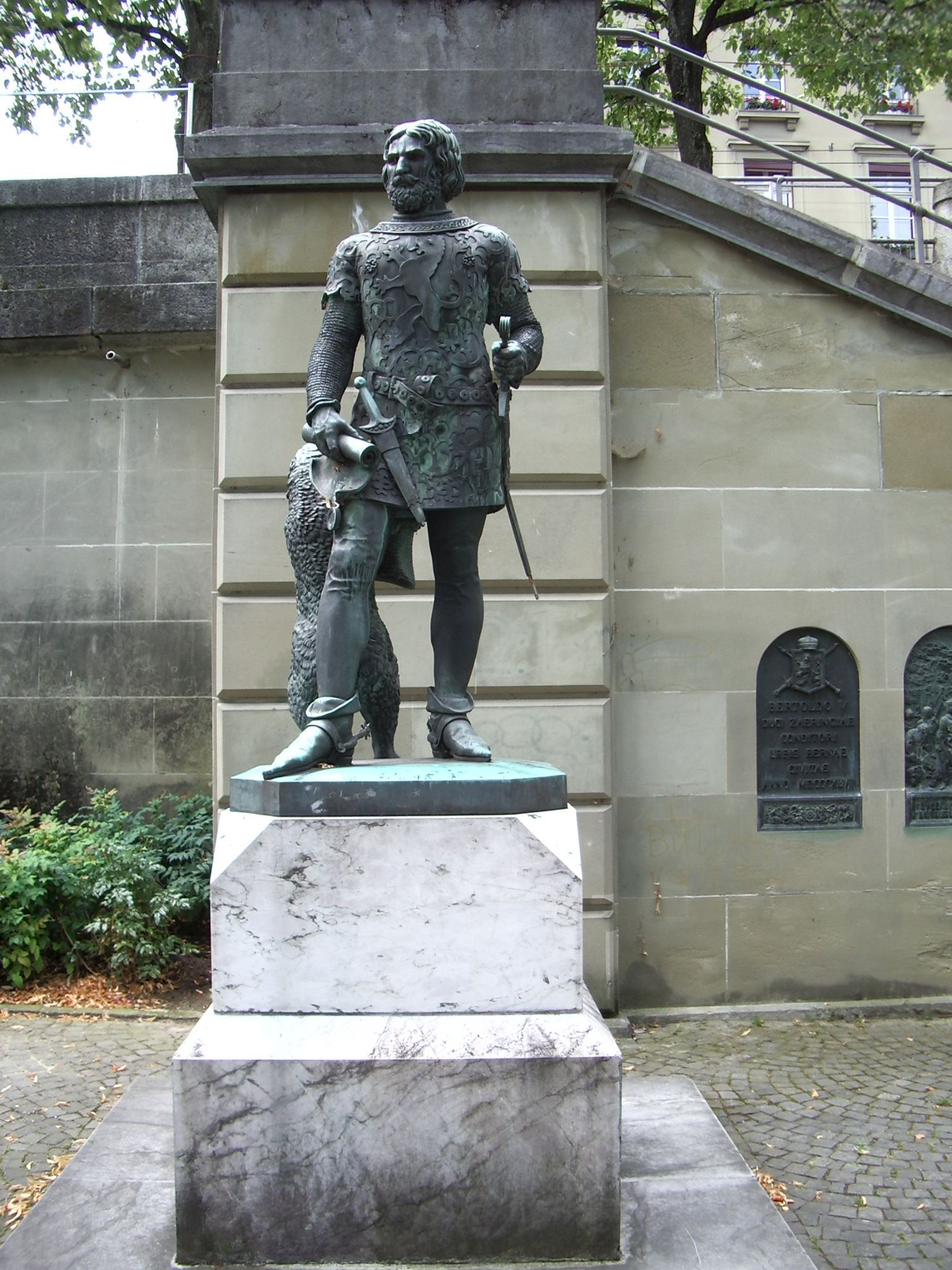
Bertoldo V, raffigurato nella Fontana Zähringer di Berna, Svizzera

Con acquisizioni successive, gli Zähringen, divennero molto potenti in Svizzera e nel Baden, e quando i loro territori vennero divisi nel 1218 parte di questi passarono ai conti di Kyburg, ai conti di Urach e altri alla casa d'Asburgo.
Agli Zähringen appartenevano le seguenti città:
- Bräunlingen, in Germania;
- Friburgo in Brisgovia, in Germania;
- Neuenburg am Rhein, in Germania;
- Offenburg, in Germania;
- Sankt Peter, in Germania;
- Villingen (oggi facente parte di Villingen-Schwenningen), in Germania;
- Weilheim an der Teck, in Germania;
- Berna, in Svizzera;
- Burgdorf, in Svizzera
- Friburgo, in Svizzera;
- Murten, in Svizzera;
- Rheinfelden, in Svizzera;
- Thun, in Svizzera.

## Duchi di Zähringen
- Bertoldo II: 1097-1111
- Bertoldo III: 1111-1122
- Corrado I: 1122-1152
- Bertoldo IV: 1152-1186
- Bertoldo V: 1186-1208